# Суховское
Суховское (укр. Сухівське) — посёлок, входит в Снежнянский городской совет Донецкой области Украины. Находится под контролем самопровозглашённой Донецкой Народной Республики.

## География

#### Соседние населённые пункты по странам света
З, ЮЗ: город Торез
СЗ: Северное
С: Андреевка
СВ, В, ЮВ: город Снежное
Ю: Мочалино (примыкает)

## Население
Население по переписи 2001 года составляло 176 человек.

## Общая информация
Почтовый индекс — 86599. Телефонный код — 6256. Код КОАТУУ — 1414448003.

## Местный совет
86595, Донецкая обл., Снежнянский горсовет, пгт. Северное, ул. Минская, 30. тел. 96-2-86.